# 波鸿体育俱乐部
波琴體育會（德語：VfL Bochum）是位於德國北莱茵-威斯特法伦波鸿市的體育俱樂部。現時波鸿共有5,000名會員，其中2,300名會員屬於足球部門，其餘則分屬羽毛球、籃球、劍擊、曲棍球、田徑、手球、游泳、網球、乒乓球、體操及排球。

## 球會歷史

### 成立到二次大戰
波琴是德國最古老的體育會之一，其前身波琴瑪田徑會（Bochumer TV）成立於1848年。足球部門在1911年才成立，於1919年與另一支本地球隊合併組成「TuS波鸿1848」（TuS Bochum 1848）。
第三帝国在1933年重組德國足球，成立16個頂級地區聯賽，波琴1848當時在威斯特法伦聯賽（Gauliga Westfalen）中作賽，1938年納粹政府命令波琴與「SV德意志·波琴06」（SV Germania 06 Bochum）合併組成波鴻體育鍛鍊俱樂部（VfL Bochum）。
1943年以後波琴與組成聯隊（KSG VfL 1848 Bochum/Preußen Bochum）參加戰時聯賽，陣容雖具競爭性，但與當時實力最強的同區，最佳成績只是一連串的亞軍。

### 戰後到參加德甲
1949年再次以波琴名義參賽西部上級乙組聯賽（division 2.Oberliga West），而則繼續在低級別的業餘聯賽作賽。波琴在1953年獲得乙組聯賽冠軍升上西部上級聯賽僅一年即降級，於1956年再獲冠軍升級，直到1961年才降回乙組。
1963年當德甲成立時，波琴只能在第三級的威斯特法伦業餘聯賽（Amateurliga Westfalen）中作賽，1965年獲冠軍升入第二級的西部地區聯賽（Regionalliga West），直到1971年終於達成升級德甲。期間在1968年晉級德國盃決賽，但1:4負於科隆僅獲亞軍。
雖然只能在德甲下游中掙扎，但韌力十足的波琴一直在頂級聯賽中維持二十年。波琴在1988年再次晉級德國盃決賽，不幸0:1負於法蘭克福落敗而回。於1993年波琴只排第16位降級德乙，自始展開其來回甲乙組之間的“升降機”生涯。
波琴在德甲最佳的成績分別於1997年及2004年獲得第5位，取得歐洲足協杯參賽資格，1997年波琴晉級第三圈被荷蘭的所淘汰，而2004年則早早在第一圈被比利時的標準列治以作客入球優惠淘汰。

### 球會近況
波琴在2006年4月17日以2:0擊敗亞琛後確定來季升級資格。波琴在2009/10年球季開季戰績不佳，6戰僅得1勝1和4負，聯賽排名倒數第三，於2009年9月21日解雇帶領波琴重返德甲的瑞士籍主教練马塞尔·科勒（Marcel Koller）
2020–21賽季波鴻贏得德國足球乙級聯賽冠軍，來季升上德甲。

## 球會榮譽
- 德國盃亞軍（2次）：1968年、1988年
- 德國乙組聯賽冠軍（4次）：1994年、1996年、2006年、2021年
- 參加歐洲足協杯（2次）：1997年、2005年

## 主場球場

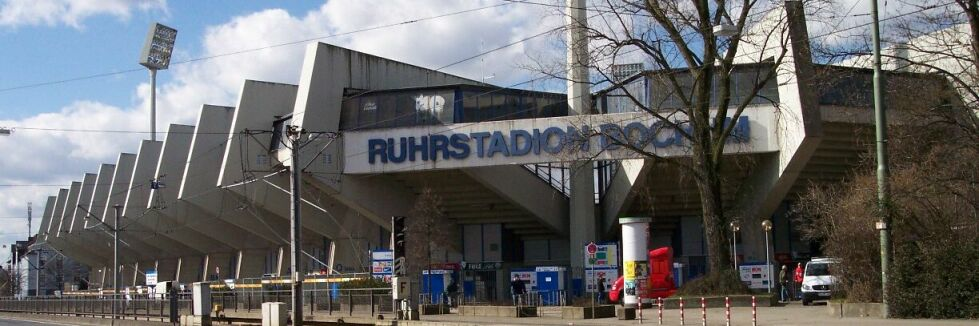
鲁尔球场

鲁尔球场位於中心東北面，是波琴的主場球場。波琴及其前身球隊早於1911年已在球場原址上作賽，現時的鲁尔球场於1976年至1979年間重建，在1979年7月21日揭幕首戰瓦滕沙伊德（SG Wattenscheid 09）。原本可容納50,000名觀眾，改建後減到32,645名（16,756名為坐席）。2004年9月30日對標準列治的歐洲足協杯的主場比賽，東看臺需改為臨時坐席以符合歐洲足協的規定。
2003年8月在北看臺後面加建的球場中心啟用，樓高5層，提供辦公室空間給球隊各部門及董事會使用，同時可服務多達800名嘉賓。精品店及餐廳（8zehn48）則位於地面，有電視可收看波琴的作客比賽。
2017年，由於安全區域、可見度受限的場所等而重新計算了容量，將其設置為27,599名觀眾。現今球場可容納27,599人，包括15,574個座位、12,025人的站立空間。

## 現役球員
最後更新：01/02/2023
| 編號     | 國籍       | 球員名字                                            | 位置     | 出生日期       |          |          |          |
| 守 門 員 | 守 門 員   | 守 門 員                                            | 守 門 員 | 守 門 員       | 守 門 員 | 守 門 員 | 守 門 員 |
| -------- | ---------- | --------------------------------------------------- | -------- | -------------- | -------- | -------- | -------- |
| 1        | 德国       | 曼努埃尔·里曼（Manuel Riemann）                     | 門將     | 1988年9月9日   |          |          |          |
| 21       | 德国       | 迈克尔·埃舍（Michael Esser）                        | 門將     | 1987年11月22日 |          |          |          |
| 26       | 瑞典       | 马尔科·约翰松（Marko Johansson）                    | 門將     | 1998年8月25日  |          |          |          |
| 41       | 德国       | Paul Grave（Paul Grave）                            | 門將     | 2001年4月10日  |          |          |          |
| 後 衛    |            |                                                     |          |                |          |          |          |
| 2        | 哥斯达黎加 | 克里斯蒂安·甘博亚（Cristian Gamboa）                | 右后卫   | 1989年10月24日 |          |          |          |
| 3        | 巴西       | 丹尼路·迪奧度奴·蘇亞雷斯（Danilo Soares）           | 左后卫   | 1991年10月29日 |          |          |          |
| 4        | 塞尔维亚   | 埃尔汉·马绍维奇（Erhan Mašović）                    | 中后卫   | 1998年11月21日 |          |          |          |
| 16       | 希腊       | 科斯塔斯·斯塔菲利德斯（Kostas Stafylidis）          | 左后卫   | 1993年12月2日  |          |          |          |
| 18       | 英格兰     | 佐迪·奧斯-圖圖（Jordi Osei-Tutu）                   | 右后卫   | 1998年10月2日  |          |          |          |
| 20       | 乌克兰     | 伊万·奥尔德茨（Ivan Ordets）                        | 中后卫   | 1992年7月8日   |          |          |          |
| 23       | 冈比亚     | 塞迪·扬科（Saidy Janko）                            | 左后卫   | 1995年10月22日 |          |          |          |
| 24       | 希腊       | 瓦希利斯·兰普罗普洛斯（Vasilios Lampropoulos）      | 中后卫   | 1990年3月31日  |          |          |          |
| 25       | 德国       | 穆罕默德·托尔巴（Mohammed Tolba）                   | 中后卫   | 2004年7月19日  |          |          |          |
| 30       | 德国       | 多米尼克·海因茨（Dominique Heintz）                 | 中后卫   | 1993年8月15日  |          |          |          |
| 31       | 德国       | 科芬·施洛特贝克（Keven Schlotterbeck）              | 中后卫   | 1997年4月28日  |          |          |          |
| 中 場    |            |                                                     |          |                |          |          |          |
| 5        | 波兰       | 雅切克·戈拉尔斯基（Jacek Góralski）                 | 后腰     | 1992年9月21日  |          |          |          |
| 6        | 德国       | 帕特里克·奥斯特哈格（Patrick Osterhage）            | 中场     | 2000年2月1日   |          |          |          |
| 7        | 奥地利     | 凯文·斯特格（Kevin Stöger）                         | 攻击中场 | 1993年8月27日  |          |          |          |
| 8        | 法國       | 安东尼·洛西亚（Anthony Losilla）                    | 后腰     | 1986年3月10日  |          |          |          |
| 10       | 葡萄牙     | 菲利普·弗尔斯特（Philipp Förster）                  | 进攻中场 | 1995年2月24日  |          |          |          |
| 22       | 加纳       | 克里斯托弗·安特维-阿杰伊（Christopher Antwi-Adjei） | 左边锋   | 1994年2月7日   |          |          |          |
| 28       | 喀麦隆     | 彼埃尔·昆德（Pierre Kunde）                         | 中场     | 1995年7月26日  |          |          |          |
| 前 鋒    |            |                                                     |          |                |          |          |          |
| 9        | 德国       | 西蒙·措勒（Simon Zoller）                           | 前锋     | 1991年6月26日  |          |          |          |
| 11       | 日本       | 浅野拓磨（Takuma Asano）                            | 右边锋   | 1994年11月10日 |          |          |          |
| 17       | 菲律宾     | 格利特·霍尔特曼（Gerrit Holtmann）                  | 左边锋   | 1995年3月25日  |          |          |          |
| 29       | 德国       | 莫里茨·布罗辛斯基（Moritz Broschinski）             | 前锋     | 2000年9月23日  |          |          |          |
| 33       | 德国       | 菲利普·霍夫曼（Philipp Hofmann）                    | 前锋     | 1993年3月30日  |          |          |          |
| 35       | 刚果共和国 | 西尔维雷·冈武拉·姆布西（Silvère Ganvoula）          | 前锋     | 1996年6月20日  |          |          |          |

## 球星
- 《1996-04》：代表波琴出戰136場德甲比賽，射入16球。
-  ()《1999-04, 2008-》：代表波琴出戰145場德甲比賽，射入17球。
- 《1983-86, 1998-99》：1991年德國足球先生及兩屆《1986, 1994》德甲神射手，代表波琴出戰120場德甲比賽，射入47球，現為德國U21主教練。
- 《1992-98, 2001-07 》：代表波琴出戰346場德甲比賽，射入40球。
- 《1997-01》： 土耳其國腳，代表波琴出戰104場德甲比賽，射入13球。
- 《2001-04, 2008-》：伊朗國腳，代表波琴出戰超過130場德甲比賽，射入35球。
- 金鑄城（Kim Joo-Sung）《1992-94》：三屆《1989, 1990, 1991》亞洲足球先生。
- 莱昂·戈雷茨卡（Leon Goretzka）《2012-14》：2018年世界盃之後成為德國國家隊以及拜仁慕尼黑的主力，代表波琴出戰32場德乙比賽，射入4球。

## 球會軼事
- 波琴其中一位熱心支持者是德國歌星及影星赫伯特·格罗纳米耶（Herbert Grönemeyer），他創作一首名為“波鸿”（"Bochum"）的歌曲迅即成為波琴球迷在每場主場開場前合唱的非官方會歌。

## 外部連結
- http://www.vfl-bochum.de （页面存档备份，存于）
- http://www.abseits-soccer.com/clubs/bochum.html （页面存档备份，存于）